# Olivija Baleišytė
Olivija Baleišytė (Panevėžys, 3 september 1998) is een Litouws wielrenster die zowel op de baan als op de weg actief is.

## Carrière
Op de weg reed Baleišytė in 2020 bij Astana Womens Team en in 2021 voor één seizoen bij het Italiaanse Aromitalia-Basso Bikes-Vaiano. Eveneens werd ze in 2023 en 2024 zowel nationaal kampioen in de tijdrit als in de wegwedstrijd.
Op de baan won Baleišytė twee medailles bij de Europese kampioenschappen voor beloften en ze won in 2022 twee gouden en een zilveren medaille op het nationale kampioenschap. Tevens nam ze geregeld deel aan grote toernooien zoals de wereldkampioenschappen en de Europese kampioenschappen, echter wist ze hier geen medailles te behalen.
Baleišytė nam voor het eerst deel aan de Olympische Zomerspelen in 2021 die werden gehouden in Tokio. Op het onderdeel omnium werd ze zeventiende.
Bij de volgende Olympische Spelen, die van 2024 nam ze eveneens deel aan het omnium, ditmaal moest ze het doen met een twaalfde plek.

## Palmares

### Op de baan
| Jaar     | LK                        | EK         | WK       | Overige  |          |
| Beloften | Beloften                  | Beloften   | Beloften | Beloften | Beloften |
| -------- | ------------------------- | ---------- | -------- | -------- | -------- |
| 2017     |                           | afvalkoers |          |          |          |
| 2018     |                           |            |          |          |          |
| 2019     |                           |            |          |          |          |
| 2020     |                           | omnium     |          |          |          |
| Elite    |                           |            |          |          |          |
| 2022     | omnium · scratch · keirin |            |          |          |          |

### Op de weg
2023
 Litouws kampioen tijdrijden, elite
 Litouws kampioen op de weg, elite
2024
 Litouws kampioen tijdrijden, elite
 Litouws kampioen op de weg, elite

#### Resultaten in voornaamste wedstrijden
|      | \| Jaar \| Ronde van Vlaanderen \| Trofeo Alfredo Binda \| Strade Bianche \| \| WK op de weg \| \| ---- \| -------------------- \| -------------------- \| -------------- \| \| ------------ \| \| 2020 \| \| \| \| \| 103e \| \| 2021 \| opgave \| opgave \| opgave \| \| \| |                      |                |  |              |
| Jaar | Ronde van Vlaanderen | Trofeo Alfredo Binda | Strade Bianche |  | WK op de weg |
| 2020 | |                      |                |  | 103e         |
| 2021 | opgave | opgave               | opgave         |  |              |

## Ploegen
- 2020 –  Astana Womens Team
- 2021 –  Aromitalia-Basso Bikes-Vaiano